# Philopotamus caucasicus
Philopotamus caucasicus là một loài Trichoptera trong họ Philopotamidae. Chúng phân bố ở miền Cổ bắc.